# Alfred Raum
Paul Alfred Raum (* 16. Januar 1872 in Bernau bei Berlin; † 22. Februar 1935 in Berlin) war ein deutscher Bildhauer, der hauptsächlich Kleinplastiken schuf. Auch als Medailleur war er tätig.

## Leben
Alfred Raum beendete den Schulbesuch des Luisenstädtischen Realgymnasiums mit der Qualifikation für den einjährig-freiwilligen Militärdienst. Im Anschluss begann er eine Ausbildung im Atelier von Otto Lessing. Währenddessen besuchte er die Königliche Kunstschule zu Berlin und die Unterrichtsanstalt des Kunstgewerbemuseums Berlin. Nach dem Militärdienst 1895 begann er im November des gleichen Jahres sein Studium an der Königlichen Akademischen Hochschule der bildenden Künste zu Berlin. Zu seinen Lehrern zählten dort Gerhard Janensch und Ernst Herter. Im Frühjahr 1902 gewann er den Großen Staatspreis der Akademie.
Mit dem Rom-Stipendium wurde Alfred Raum von 1902 bis 1903 in der Villa Strohl-Fern ein Atelier zur Verfügung gestellt. Dort kam er mit weiteren Künstlern in Kontakt. Seine Skulpturen sind auch häufig von antiken Vorbildern geprägt.
In Dahlem bei Berlin erwarb Alfred Raum ein Wohnhaus in der Hundekehlestraße (seit 1938 zu Berlin-Schmargendorf gehörend), in dem weitere Künstler wohnten (im Jahr 1909 waren das mit ihm insgesamt sechs Bildhauer (Bernhard Frydag, Hans Arnoldt, Carl Ebbinghaus, Hermann Hosaeus, Sigismund Wernekinck), darüber hinaus Kunstmaler und der Architekt Wilhelm Frydag. Auch später wohnten immer wieder Künstler hier, so wurden im Jahr 1936 unter anderem die Bildhauer Ernst Balz, Günter von Scheven, Adolf Wamper und die Bildhauerin Elfriede Winkelmann genannt.
Dieses Atelierhaus existierte noch in den 1940er Jahren, dann wiederum mit neuen Künstlern belegt.
Künstlerisch wird das Schaffen von Alfred Raum dem Impressionismus zugeordnet. Im Jahr 1912 organisierte der Kunstverein Hamburg unter der Überschrift Kollektionen der Berliner Impressionisten Ausstellungen, in der auch Werke von Alfred Raum vertreten waren.
Alfred Raum war seit 1909 mit Elsbeth (Else) Raum geb. Beleites (1868–1942) verheiratet, die nach seinem Tod das Eigentumshaus in der Hundekehlestraße weiter verwaltete.

## Werke (Auswahl)
- 1900: ausgezeichneter Entwurf für den Wettbewerb um den zu errichtenden Monumentalbrunnen in der Stadt Oppeln, umgesetzt wurde der Entwurf von Edmund Gomansky[15]
- 1900: Tanzender Bacchus mit einem Putto auf der Schulter, 22 cm hohe Bronzefigur mit dunkelbrauner Patina, auf einem 7,5 cm hohen Marmorsockel[3]
- 1900: Gämse, einen Berg hinabsteigend, Bronzefigur mit dunkelbrauner Patina auf einer Plinthe aus Stein; Gesamthöhe etwa 40 cm[16]
- 1900: Stehender Mädchenakt, Bronze, gegossen bei der Giesserei Gladenbeck[17]
- 19?: Stehende Nackte, Bronze auf Marmorsockel; Gesamthöhe 61 cm[18]
- 1903: Jugendlicher Kämpfer (auch als Stehender nackter Mann mit Helm bezeichnet), 63 cm hohe Bronzefigur, patiniert und mit Aufhellungen (laut Angaben auf dem Sockel gegossen in der Aktiengesellschaft [vormals] Hermann Gladenbeck & Sohn, gegr. 1888)[19][6][20]
- 1907: Taufmedaille als Beitrag zur Berliner Kunstausstellung.
- 1911/1912: Dackel, farbig glasierte Keramik; Höhe der Figur rund 26 cm, Ausführung Porzellan-Manufactur und Majolica-Fabrik Friedrich Goldscheider, Wien[21]
- Kriegerdenkmäler in Ueckermünde und Luckenwalde[22]

## Ausstellungen
Ausstellungsbeteiligungen (Auswahl):
- Große Berliner Kunstausstellung 1902
- Große Berliner Kunstausstellung 1907
- Kunstausstellung in Bromberg 1910
- Münchener Jahresausstellung 1911 im königlichen Glaspalast
- Große Berliner Kunstausstellung 1911